# Ymarxa
Ymarxa es una obra orquestal de música clásica del compositor y pianista español Gustavo Díaz Jerez. Ymarxa es una palabra guanche que significa 'nuevo', 'brillante', 'espléndido'. También se refiere a un lugar de Tenerife en lo que hoy es el bosque de La Esperanza. Ymarxa fue encargada por el XXVII Festival de Música de Canarias y fue estrenada el 12 de febrero de 2011 en el Auditorio Alfredo Kraus en Gran Canaria por la Royal Philharmonic Orchestra con el maestro Charles Dutoit. Fue bien recibida por el público y la crítica. Ymarxa se desarrolla en un solo movimiento de unos 20 minutos de duración.  Fusiona elementos del espectralismo y la música algorítmica.